# Francisco del Castillo Sáenz de Tejada
Francisco del Castillo Saénz de Tejada (Jaén, 25 de diciembre de 1907-1991) fue un abogado y militar español.

## Biografía
Nació en Jaén el 25 de diciembre de 1907. Abogado de profesión, se afiliaría al Partido Comunista de España en 1936.
Su hermano José del Castillo Sáenz de Tejada, oficial de la Guardia de Asalto, sería asesinado unos días antes del estallido de la Guerra Civil. Tras el alzamiento militar, se unió a las milicias que se organizaron para contrarrestarlo. Se trasladaría al sector de Villafranca de Córdoba junto a las «Milicias Andaluzas», pasando a ser comandante del batallón «Villafranca».
Posteriormente se integró en el Ejército Popular de la República. En él, mandó la 214.ª Brigada Mixta, al frente de la cual intervino en la batalla de Teruel, y la 141.ª Brigada Mixta.
Tras el final de la Guerra Civil, se exilió en la Unión Soviética. Durante la Segunda Guerra Mundial se alistó como voluntario en el Ejército Rojo, en el que alcanzaría el empleo de teniente de zapadores y llegaría a tomar parte en la toma de Berlín. Sería condecorado con las órdenes de la Estrella Roja y la Guerra Patria.
Regresó a España en 1977. Murió a los 84 años. Esta enterrado junto con su hermano José del Castillo Sáenz de Tejada en el cementerio civil de Madrid.

## Condecoraciones
- Orden de la Estrella Roja
- Orden de la Bandera Roja
- Orden del grado de la Segunda Guerra Patria
- Orden de la Guerra Patriótica I grado
- Medalla "Por la Victoria sobre Alemania en la Gran Guerra Patria